# Домът на коприната
Домът на коприната (на английски: The House of Silk) е първият роман на писателя Антъни Хоровиц за известния детектив Шерлок Холмс. Романът е публикуван през 2011 година.

## Сюжет
Внимание:  Текстът по-долу разкрива сюжета на произведението (или части от него)!
Събитията в книгата се случат в периода от ноември 1890 г. до януари 1891 г.
... Към Шерлок Холмс за помощ се обръща търговецът на картини Едмунд Карстеърс. Карстеърс счита, че е преследван бандит от САЩ, който иска да отмъсти за убития си брат.
Холмс започва това, на пръв поглед просто, разследване, но изведнъж се сблъсква с мощна организация, която в името на опазването на тайната за себе си е готова за всичко. Безмилостни убийства, мръсни лъжи, подло предателство, безпрецедентна корупция – всичко това влиза в действие в борбата срещу Шерлок Холмс.
Силата на тайната организация е толкова голяма, че дори Майкрофт Холмс, използвайки мощното си влияние в британското правителство, не може да помогне на брат си. Само истинският приятел на Холмс, д-р Уотсън, както и мистериозен непознат, са готови да помогнат на Холмс, за да разреши ужасната мистерия, която крие „Домът на коприната“...